# 临顿河
临顿河是中国江苏省苏州市的一条河流。南起白干将河，经顾家桥、大郎桥、青龙桥等18座桥，北至齐门外城河。全长2,400米，宽度3至10米。清同治十二年、1958、1980年、1982年四次疏浚。现可通舟楫。北端原有水城门，于1978年8月拆除，建造闸门等设施。

## 桥梁
- 顾家桥、大郎桥、青龙桥、落瓜桥、醋坊桥、徐贵子桥、苹花桥、悬桥、忠善桥、花桥、白塔子桥、吴衙桥、善耕桥、任蒋桥、跨塘桥、福新桥、堵带桥、平齐桥